# Glenea semiluctuosa
Glenea semiluctuosa är en skalbaggsart som först beskrevs av Leon Fairmaire 1902.  Glenea semiluctuosa ingår i släktet Glenea och familjen långhorningar. Inga underarter finns listade i Catalogue of Life.